# Cratere Izendy
Izendy  è un cratere sulla superficie di Marte.